# Carlo Sickinger
Carlo Sickinger (Karlsruhe, 29 luglio 1997) è un calciatore tedesco, centrocampista dell'Elversberg.

## Carriera
Ha iniziato a giocare a calcio nel Sandhausen, per poi entrare a far parte del settore giovanile del Kaiserslautern nel 2012. Quattro anni dopo è stato promosso nella seconda squadra, con cui ha giocato in Regionalliga ed in Oberliga. L'8 febbraio 2018 ha firmato il primo contratto professionistico ed e l'8 dicembre ha debuttato nell'incontro di 3. Liga pareggiato 0-0 contro il Kickers Würzburg. Ha segnato il suo primo gol il 24 marzo 2019 contro l'Osnabrück.
L'8 giugno 2021 è tornato al Sandhausen, dove ha tuttavia trovato poco spazio passando in prestito all'Elversberg nel mercato invernale del 2022. Al termine della stagione, conclusa con la promozione in 3. Liga, è stato acquistato a titolo definitivo dai bianconeri.

## Statistiche

### Presenze e reti nei club
Statistiche aggiornate al 31 marzo 2025.
| Stagione                 | Squadra                  | Campionato               | Campionato | Campionato | Coppe nazionali | Coppe nazionali | Coppe nazionali | Coppe continentali | Coppe continentali | Coppe continentali | Altre coppe | Altre coppe | Altre coppe | Totale | Totale | Totale |
| Stagione                 | Squadra                  | Comp                     | Pres       | Reti       | Comp            | Pres            | Reti            | Comp               | Pres               | Reti               | Comp        | Pres        | Reti        | Pres   | Reti   |        |
| ------------------------ | ------------------------ | ------------------------ | ---------- | ---------- | --------------- | --------------- | --------------- | ------------------ | ------------------ | ------------------ | ----------- | ----------- | ----------- | ------ | ------ | ------ |
| 2016-2017                | Kaiserslautern II        | RL                       | 23         | 0          | -               | -               | -               | -                  | -                  | -                  | -           | -           | -           | 23     | 0      |        |
| 2017-2018                | Kaiserslautern II        | OL                       | 31         | 4          | -               | -               | -               | -                  | -                  | -                  | -           | -           | -           | 31     | 4      |        |
| 2018-2019                | Kaiserslautern II        | OL                       | 9          | 2          | -               | -               | -               | -                  | -                  | -                  | -           | -           | -           | 9      | 2      |        |
| Totale Kaiserslautern II | Totale Kaiserslautern II | Totale Kaiserslautern II | 63         | 6          |                 | -               | -               |                    | -                  | -                  |             | -           | -           | 63     | 6      |        |
| 2018-2019                | Kaiserslautern           | 3L                       | 19         | 2          | CG              | 0               | 0               | -                  | -                  | -                  | -           | -           | -           | 19     | 2      |        |
| 2019-2020                | Kaiserslautern           | 3L                       | 37         | 1          | CG              | 3               | 0               | -                  | -                  | -                  | -           | -           | -           | 40     | 1      |        |
| 2020-2021                | Kaiserslautern           | 3L                       | 24         | 0          | CG              | 1               | 0               | -                  | -                  | -                  | -           | -           | -           | 25     | 0      |        |
| Totale Kaiserslautern    | Totale Kaiserslautern    | Totale Kaiserslautern    | 80         | 3          |                 | 4               | 0               |                    | -                  | -                  |             | -           | -           | 84     | 3      |        |
| 2021-gen. 2022           | Sandhausen               | 2L                       | 6          | 0          | CG              | 1               | 0               | -                  | -                  | -                  | -           | -           | -           | 7      | 0      |        |
| gen.-giu. 2022           | Elversberg               | RL                       | 14         | 1          | CG              | 0               | 0               | -                  | -                  | -                  | -           | -           | -           | 14     | 1      |        |
| 2022-2023                | Elversberg               | 3L                       | 21         | 0          | CG              | 1               | 0               | -                  | -                  | -                  | -           | -           | -           | 22     | 4      |        |
| 2023-2024                | Elversberg               | 2L                       | 25         | 2          | CG              | 1               | 0               | -                  | -                  | -                  | -           | -           | -           | 26     | 2      |        |
| 2024-2025                | Elversberg               | 2L                       | 26         | 3          | CG              | 2               | 1               | -                  | -                  | -                  | -           | -           | -           | 28     | 4      |        |
| Totale Elversberg        | Totale Elversberg        | Totale Elversberg        | 86         | 6          |                 | 4               | 1               |                    | -                  | -                  |             | -           | -           | 90     | 7      |        |
| Totale carriera          | Totale carriera          | Totale carriera          | 235        | 15         |                 | 9               | 1               |                    | -                  | -                  |             | -           | -           | 244    | 16     |        |

## Palmarès

### Club

#### Competizioni nazionali
- Fußball-Regionalliga: 1

Elversberg: 2021-2022 (girone Sudovest)
- 3. Liga: 1

Elversberg: 2022-2023